# Полиці (Горня Радгона)
Полиці (словен. Police) — поселення в общині Горня Радгона, Помурський регіон, Словенія. Висота над рівнем моря: 316,6 м.